# Coll de Guixar
El Coll de Guixar és una muntanya de 320 metres que es troba al municipi de Corbera de Llobregat, a la comarca del Baix Llobregat.